# Đinh Văn Toản
Đinh Văn Toản là Thiếu tướng Công an nhân dân Việt Nam. Ông hiện giữ chức vụ Thủ trưởng Cơ quan Cảnh sát điều tra, Công an thành phố Hà Nội và Phó Giám đốc Công an thành phố Hà Nội.

## Tiểu sử
Từ tháng 10 năm 2005 đến tháng 11 năm 2008, Đinh Văn Toản là Thượng tá, Trưởng Công an quận Long Biên, Hà Nội.
Từ năm 2011 đến tháng 8 năm 2013, Đinh Văn Toản là Đại tá Công an nhân dân Việt Nam, Phó Giám đốc Công an thành phố Hà Nội.
Tháng 4 năm 2014, Đinh Văn Toản là Thiếu tướng Công an nhân dân Việt Nam, Phó Giám đốc Công an thành phố Hà Nội.
Ngày 8 tháng 1 năm 2018, Thiếu tướng Đinh Văn Toản, Phó Giám đốc Công an thành phố Hà Nội được trao quyết định của Bộ Công an Việt Nam bổ nhiệm giữ chức vụ Thủ trưởng Cơ quan Cảnh sát điều tra, Công an thành phố Hà Nội.

## Lịch sử thụ phong quân hàm
- Đại tá Công an nhân dân Việt Nam
- Thiếu tướng Công an nhân dân Việt Nam (thụ phong trong khoảng từ tháng 8 năm 2013 đến tháng 4 năm 2014)